# 熊祿
熊祿（1443年—？），字曰貴，江西南昌府進賢縣人，民籍，明朝政治人物。進士出身。

## 生平
早年出身縣學生，进成化十三年（1477年）丁酉科江西鄉試第七名舉人。成化十四年（1478年）聯捷戊戌科會試第二十七名，殿試登進士第二甲第八十七名。歷官兵部郎中，弘治四年（1491年）五月出為福建布政司左參議。陞福建參政、雲南左布政使。官至南京光祿寺卿。
曾進《萬壽全鑑錄》。

## 家族
曾祖父熊孟恭。祖父熊則服。父亲熊鵬昇。母章氏。重庆下。娶龔氏。